# Shavy Babicka
Pour les articles homonymes, voir Babicka.
Shavy Babicka, né le 1er juin 2000 à Libreville au Gabon, est un footballeur international gabonais qui évolue au poste d'ailier droit à l'Étoile rouge de Belgrade.

## Biographie

### En club
Né à Libreville au Gabon, Shavy Babicka commence le football dans le club local de l'AS Mangasport puis joue au Kiyovu SC.
Le 5 août 2021, Shavy Babicka rejoint Chypre pour s'engager avec l'Aris Limassol.
Il joue son premier match sous ses nouvelles couleurs le 22 août 2021, à l'occasion de la première journée de la saison 2021-2022 de première division de Chypre, contre l'Olympiakos Nicosie. Il est titularisé et son équipe l'emporte par deux buts à un. Babicka inscrit ses deux premiers buts pour le club le 12 décembre 2021, lors d'une rencontre de championnat face à l'Apollon Limassol. Ses deux buts permettent à son équipe de s'imposer (0-2 score final).                                                  
En janvier 2024, il s'engage avec le Toulouse FC pour une durée trois ans et demi jusqu'en 2027 ; le transfert est estimé à 2,75 millions d'euros.
Le 2 août 2025, Shavy Babicka prend la direction de la Serbie en rejoignant l'un des clubs les plus importants du pays, l'Étoile rouge de Belgrade. Il signe un contrat de quatre ans, soit jusqu'en juin 2029.

### En sélection
En mai 2022, Shavy Babicka est convoqué pour la première fois avec l'équipe nationale du Gabon par le sélectionneur Patrice Neveu. Il honore sa première sélection lors de ce rassemblement, le 4 juin 2022, lors d'un match contre la république démocratique du Congo comptant pour les éliminatoires de la Coupe d'Afrique des nations 2023. Il est titularisé et se fait remarquer en donnant la victoire à son équipe en étant le seul buteur de la partie,.

## Statistiques
| Saison                | Club                  | Championnat           | Championnat | Championnat | Championnat | Coupe(s) nationale(s) | Coupe(s) nationale(s) | Coupe(s) nationale(s) | Supercoupe | Supercoupe | Supercoupe | Compétition(s) continentale(s) | Compétition(s) continentale(s) | Compétition(s) continentale(s) | Compétition(s) continentale(s) | Autres compétitions | Autres compétitions | Autres compétitions | Autres compétitions | Total | Total | Total |
| Saison                | Club                  | Division              | M.          | B.          | P.d.        | M.                    | B.                    | P.d.                  | M.         | B.         | P.d.       | Comp.                          | M.                             | B.                             | P.d.                           | Comp.               | M.                  | B.                  | P.d.                | M.    | B.    | P.d.  |
| 2021-2022             | Aris Limassol         | Protathlima Cyta      | 19          | 3           | 3           | 1                     | 0                     | 0                     | -          | -          | -          | -                              | -                              | -                              | -                              | BR                  | 9                   | 0                   | 3                   | 29    | 3     | 6     |
| 2022-2023             | Aris Limassol         | Protathlima Cyta      | 26          | 5           | 5           | 1                     | 0                     | 0                     | -          | -          | -          | C4                             | 1                              | 0                              | 0                              | BR                  | 9                   | 3                   | 2                   | 37    | 8     | 7     |
| 2023-2024             | Aris Limassol         | Protathlima Cyta      | 12          | 1           | 5           | -                     | -                     | -                     | 1          | 0          | 0          | C1+C3                          | 4+7                            | 1+3                            | 3+0                            | -                   | -                   | -                   | -                   | 24    | 5     | 8     |
| Sous-total            | Sous-total            | Sous-total            | 57          | 9           | 13          | 2                     | 0                     | 0                     | 1          | 0          | 0          | -                              | 12                             | 4                              | 3                              | -                   | 18                  | 3                   | 5                   | 90    | 16    | 21    |
| 2023-2024             | Toulouse FC           | Ligue 1               | 12          | 1           | 0           | 1                     | 0                     | 0                     | -          | -          | -          | C3                             | 2                              | 0                              | 0                              | -                   | -                   | -                   | -                   | 15    | 1     | 0     |
| 2024-2025             | Toulouse FC           | Ligue 1               | 30          | 4           | 2           | 3                     | 0                     | 0                     | -          | -          | -          | -                              | -                              | -                              | -                              | -                   | -                   | -                   | -                   | 33    | 4     | 2     |
| Sous-total            | Sous-total            | Sous-total            | 42          | 5           | 2           | 4                     | 0                     | 0                     | -          | -          | -          | -                              | 2                              | 0                              | 0                              | -                   | -                   | -                   | -                   | 48    | 5     | 2     |
| Total sur la carrière | Total sur la carrière | Total sur la carrière | 99          | 14          | 15          | 3                     | 0                     | 0                     | 1          | 0          | 0          | -                              | 14                             | 4                              | 3                              | -                   | 18                  | 3                   | 5                   | 135   | 21    | 23    |